# Estación Mota Botello
Mota Botello es una estación de ferrocarril ubicada en el departamento Valle Viejo, a unos 15 km al oeste de la ciudad de San Fernando del Valle de Catamarca, en la provincia de Catamarca, Argentina.

## Servicios
No presta servicios de pasajeros ni de cargas. Sus vías corresponden al Ramal A6 del Ferrocarril General Belgrano.